# Serdar Taşçı
Serdar Taşçı, född 24 april 1987 i Esslingen am Neckar, är en tysk professionell fotbollsspelare som senast spelade för İstanbul Başakşehir.

## Meriter
VfB Stuttgart
- Tyska ligan: 2006/2007
- Tyska cupen: Andraplats 2006/2007

Tyskland A-lag
- Världsmästerskapet i fotboll: Brons 2010